# Juhel de Mathefelon

Armes de la Famille de Mathefelon : De gueules aux six écus d'or ordonnés 3, 2 et 1.

Juhel de Mathefelon, mort en juin 1249, est archevêque de Tours de 1229 à 1244, puis archevêque de Reims (1244-1249), membre de la famille de Mathefelon.

## Biographie
Après avoir été chanoine et écolâtre, puis doyen de l'église cathédrale du Mans, il est élevé, en 1229, sur le siège métropolitain de Tours, et passe ensuite sur celui de Reims. Il meurt en 1249, à Damiette, ayant suivi saint Louis dans la croisade.